# Twist (dans)

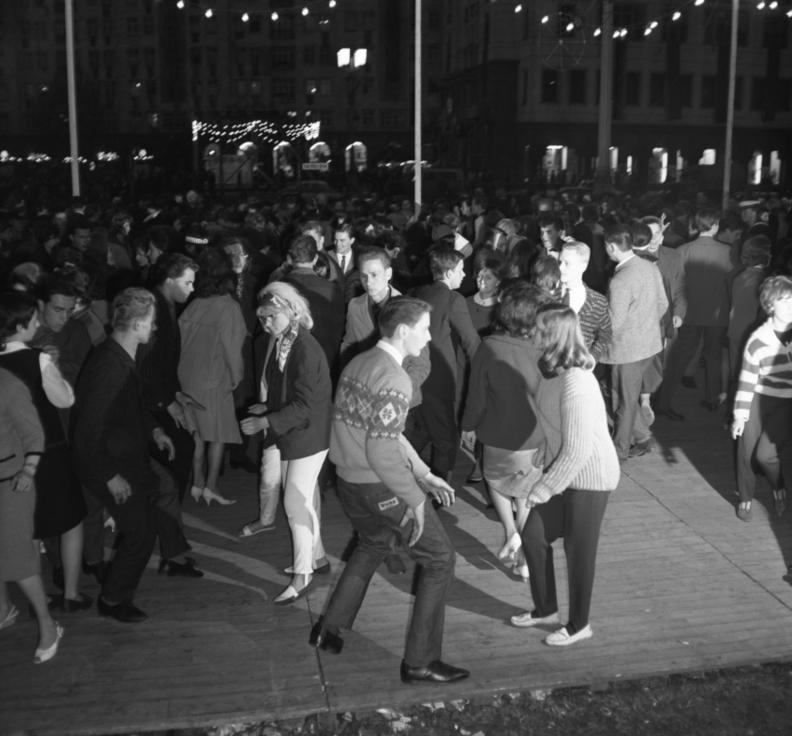
Tyska ungdomar dansar Twist i Berlin 17 maj 1964.

Twist är en dansform som introducerades i början av 1960-talet. Den var en av de första pardanser där de dansande inte rörde vid varandra. 
Twist (=vridning) har beskrivits som att man "torkar sig om ryggen med en badhandduk samtidigt som man fimpar en cigarett med foten". Den lanserades av skivbolag med start 1960 och fick en enorm spridning som varade i ett par år. De vid den tiden mest framgångsrika twistlåtarna var Chubby Checkers "The Twist" (1960) och "Let's Twist Again" (1961) samt Joey Dee & the Starliters "Peppermint Twist" (1961).
| ”        | Twist är en dans där man ej vidrör sin partner, varför den lämpar sig utmärkt för ensamstående | „ |
| – Anonym |                                                                                                |   |

Modedansen twist bidrog till stora kommersiella framgångar för skivbolag och artister, varför flera försök gjordes att upprepa fenomenet, men försöken att lansera nya dansfenomen, som "Mashed Potato", "The Fly" och "Watusi", blev inte lika lyckade.
Bara några få av den stora mängd twistlåtar som producerades under ett par år i början av 1960-talet spelas ännu i dag, bland dem The Isley Brothers' "Twist and Shout" (som bland andra också The Beatles spelat in) och Sam Cookes "Twistin' the Night Away".